# Siêu đạo chích: Lupin đệ tam
Siêu đạo chích: Lupin đệ tam (ルパン三世 Rupan Sansei) là một phim trộm cắp năm 2014 của Nhật Bản do Kitamura Ryuhei đạo diễn, dựa trên manga cùng tên của họa sĩ Monkey Punch, với sự tham gia của các diễn viên Oguri Shun, Ngôn Thừa Húc, Tamayama Tetsuji, Ayano Gō, Kuroki Meisa và Tadanobu Asano. Đây là phim chuyển thể người đóng thứ hai của loạt manga, trước đó là phim Lupin III: Strange Psychokinetic Strategy năm 1974.
Phim là một câu chuyện gốc thể hiện các nhân vật trong bối cảnh hiện đại, xoay quanh Arsène Lupin III khi anh thành lập nhóm trộm của mình để đánh cắp vòng cổ Cleopatran trong khi đồng thời đối mặt với đối thủ Lee Michael và ông trùm Pramuk.